# Otto Warmbier
Otto Warmbier (12. prosince 1994, Cincinnati, Ohio, Spojené státy americké – 19. června 2017, tamtéž) byl americký student, který byl v Severní Koreji odsouzen k 15 letům vězení a těžkých prací za krádež propagandistického plakátu v mezinárodním hotelu Janggakto. Z vězení byl propuštěn po 17 měsících v kómatu z humanitárních důvodů s odůvodněním, že onemocněl botulismem. Američtí lékaři přitom konstatovali poškození mozku podobné následkům dušení. Mladík na následky svého stavu po šesti dnech zemřel v americké fakultní nemocnici v Cincinnati.

## Vyjádření rodičů

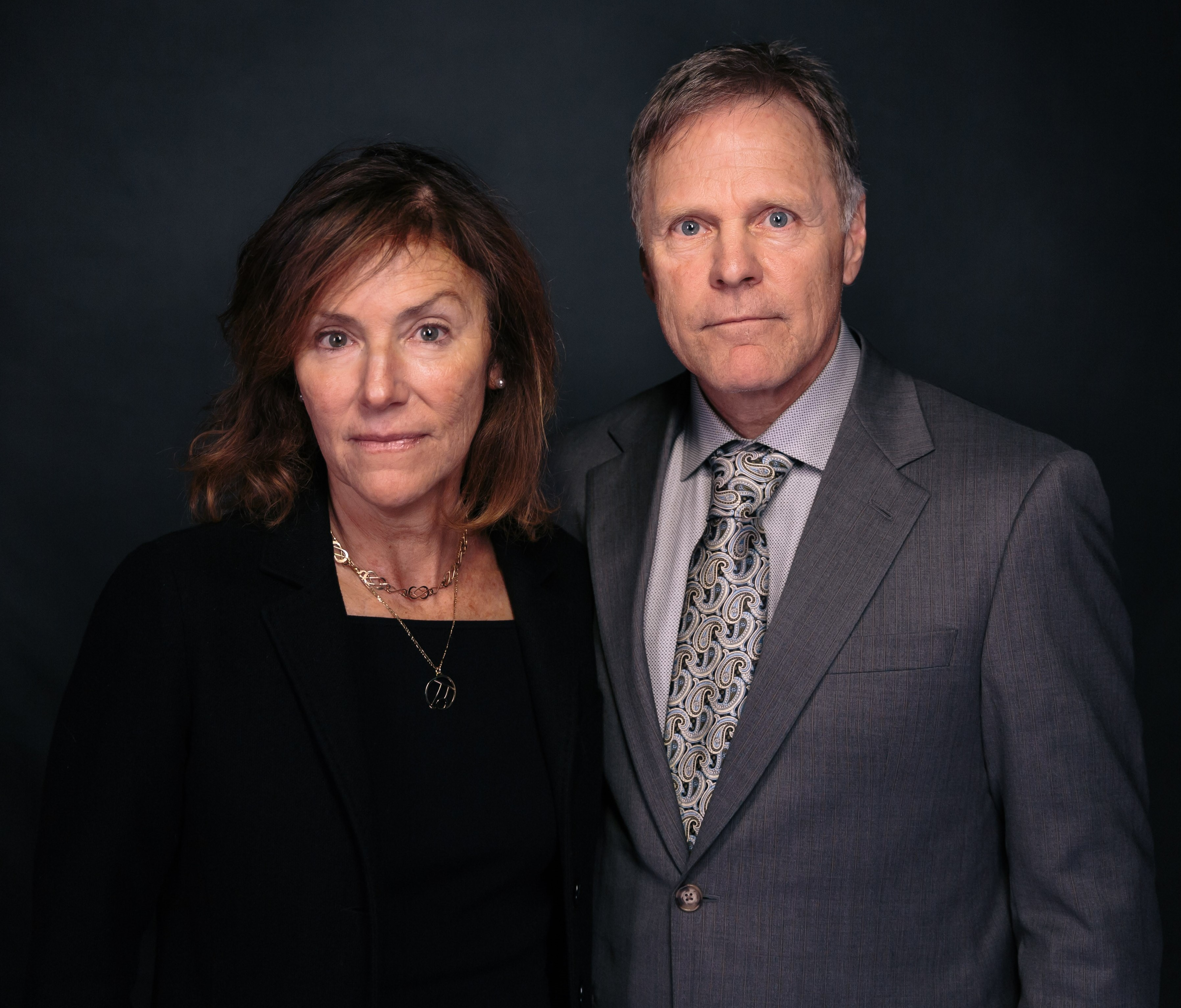
Rodiče Otty Warmbiera

Dle vyjádření jeho rodičů, kteří jej vyzvedávali z letadla, jejich syn měl nepřítomný pohled, nelidsky křičel, měl oholenou hlavu, vytržené přední zuby, byl slepý a hluchý a také měl na chodidle velikou řeznou ránu starou několik měsíců.